# Municipio de Hendrickson (Minnesota)
El municipio de Hendrickson (en inglés: Hendrickson Township) es un municipio ubicado en el condado de Hubbard en el estado estadounidense de Minnesota. En el año 2010 tenía una población de 314 habitantes y una densidad poblacional de 3,38 personas por km².

## Geografía
El municipio de Hendrickson se encuentra ubicado en las coordenadas 47°11′35″N 94°52′28″O / 47.19306, -94.87444. Según la Oficina del Censo de los Estados Unidos, el municipio tiene una superficie total de 92.78 km², de la cual 90,79 km² corresponden a tierra firme y (2,14 %) 1,99 km² es agua.

## Demografía
Según el censo de 2010, había 314 personas residiendo en el municipio de Hendrickson. La densidad de población era de 3,38 hab./km². De los 314 habitantes, el municipio de Hendrickson estaba compuesto por el 96,5 % blancos, el 0,32 % eran afroamericanos, el 0,32 % eran amerindios, el 0,32 % eran asiáticos, el 1,27 % eran de otras razas y el 1,27 % eran de una mezcla de razas. Del total de la población el 3,18 % eran hispanos o latinos de cualquier raza.